# 哈瑟爾河 (明德爾河支流)
48°16′30″N 10°28′22″E / 48.27500°N 10.47278°E

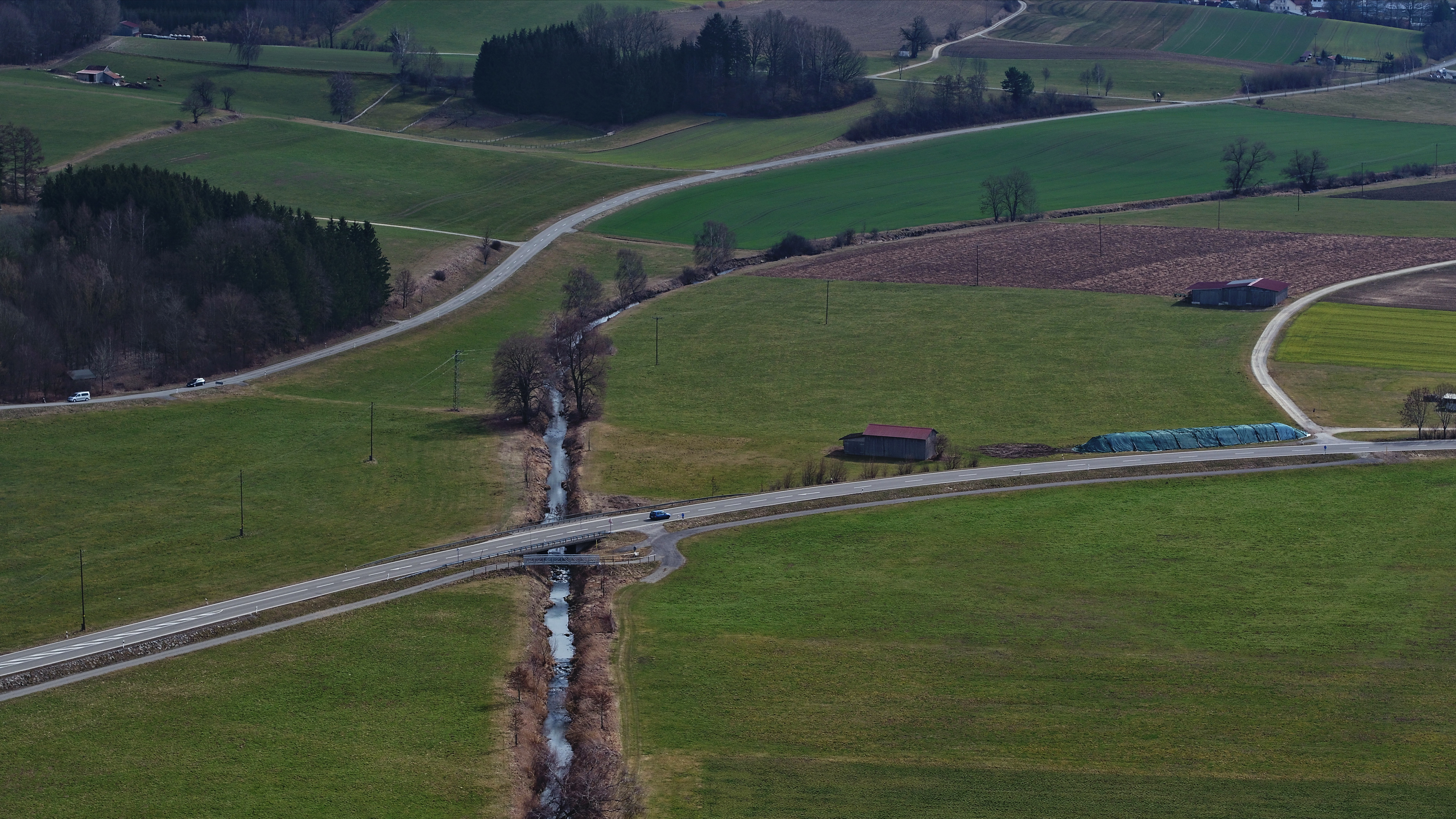

哈瑟爾河是德國的河流，位於該國東南部，由巴伐利亞負責管轄，屬於明德爾河的右支流，河道全長17.9公里，流域面積35平方公里。